# Impostor (película)
Impostor (El impostor en México, Infiltrado en España) es una película basada en un relato, Impostor, escrito por Philip K. Dick en 1953.  La película fue protagonizada por Gary Sinise, Madeleine Stowe, Vincent D'Onofrio y Mekhi Phifer y fue dirigida por Gary Fleder.

## Argumento
La película tiene lugar en 2079. Cuarenta y cinco años antes, la Tierra fue atacada por una civilización alienígena hostil e implacable de Alpha Centauri. Como contramedida, los terrícolas colocaron domos de campos de fuerza para proteger las ciudades y se estableció un gobierno militar global totalitario para llevar a cabo la guerra y la supervivencia de los humanos. Los Centaurianos nunca han sido vistos físicamente.
La película sigue a Spencer Olham (Gary Sinise), un diseñador de armas gubernamentales de alto secreto que un día, mientras se dirigía al trabajo, es arrestado por el Mayor Hathaway (Vincent D'Onofrio) de la Administración de Seguridad de la Tierra (ESA), quien lo acusa de haber sido identificado como un replicante, una bomba viviente creada por los extraterrestres para infiltrarse imitando a la perfección la apariencia, personalidad y recuerdos del genuino Spencer, al punto de ignorar que son impostores; la ESA interceptó una transmisión alienígena que los criptoanalistas decodificaron descubriendo que fue enviado a la Tierra programando para asesinar y suplantar al verdadero Spencer antes de su reunión con el Canciller del gobierno, momento en que debe detonar. 
Dichos replicantes son copias biológicas perfectas de humanos existentes, completos con recuerdos trasplantados, y no saben que son replicantes. Cada uno tiene una poderosa "bomba U" en el pecho con el diseño exacto de un corazón humano, que solo puede detectarse mediante disección o un escaneo médico de alta tecnología, ya que solo se arma y detona cuando se acerca a él su objetivo La detección a través del escaneo especial funciona mediante la comparación con un escaneo anterior, si lo hubo.
El Mayor Hathaway comienza a interrogar a Olham explicando que es la única forma de determinar si ya ha sido reemplazado o no es realizando una disección o un escaneo médico de alta tecnología, ya que hasta el momento de detonar la bomba funciona como si fuese un corazón humano; antes esto Olham exige que se le haga un escaneo para probar su inocencia, pero Hathaway se niega explicando que los replicantes están programados para detonar anticipadamente cuando alguna evidencia les revela sin lugar a dudas que no son los verdaderos.
Cuando Hathaway está a punto de perforar el pecho de Olham para encontrar la bomba, Olham escapa, matando accidentalmente a su amigo Nelson (Tony Shalhoub) en el proceso lo que, a ojos de Hathaway lo confirma como el impostor. Con la ayuda del acosador clandestino Cale (Mekhi Phifer), Olham evita la captura y se cuela en el hospital donde su esposa Maya (Madeleine Stowe) es administradora para hacerse un escaneo de alta tecnología y demostrar que no es un replicante, pero el proceso es interrumpido por las fuerzas de seguridad, debiendo huir antes de poder demostrar su inocencia.
Olham y Maya escapan hacia un bosque cercano donde pasaron un fin de semana romántico una semana antes del arresto de Olham y que donde poco después hubo un incendio forestal, esto ya que Spencer que el replicante pretendía emboscarlo en sus vacaciones y suplantarlo, pero se estrelló al aterrizar y eso provocó el siniestro. Esa noche, ambos finalmente son capturados por las tropas de Hathaway en el lugar del accidente alienígena, dentro de la nave descubren el cadáver de la Maya real en la silla del piloto, por lo que Hathaway acribilla a la replicante antes de que pueda detonar. Hathaway cree que ha matado al verdadero impostor, pero mientras sus hombres revisan los escombros de la nave Centauri, descubren que la cabina es doble y que en el asiento del segundo piloto esta el cadáver del verdadero Spencer. En ese momento, Olham se da cuenta en voz alta de que tanto Maya como él mismo son en realidad replicantes alienígenas, lo que activa su bomba destruyéndose a sí mismo, a Hathaway, a sus tropas y a todo lo demás en una explosión nuclear de fuego que abarca una área extensa.
En la escena final, las noticias anuncian que el equipo de Hathaway y los Olham murieron en un ataque enemigo alienígena, lo que implica que el gobierno encubrió o desconoce la verdad. Cale se pregunta si alguna vez supo realmente la verdadera identidad de Olham.

## Reparto
- Gary Sinise como Spencer Olham
- Madeleine Stowe como Maya Olham
- Vincent D'Onofrio como el mayor DH Hathaway
- Mekhi Phifer como Cale
- Tony Shalhoub como Nelson Gittes
- Tim Guinee como el doctor Carone
- Gary Dourdan como Capitán Burke
- Lindsay Crouse como El canciller
- Clarence Williams III como El Secretario de Defensa
- Elizabeth Peña como La partera
- Shane Brolly como El teniente Burrows
- Golden Brooks como La hermana de Cale
- Ted King como El operador RMR
- Rachel Luttrell como La enfermera

## Producción
Originalmente se planeó como un segmento de una antología de ciencia ficción de tres partes titulada Light Years, pero fue el único segmento filmado antes del fracaso del proyecto. Los demás cortos serían adaptaciones del cuento "La última pregunta" de Isaac Asimov, a cargo de Bryan Singer, y del cuento "Mimic" de Donald A. Wollheim, a cargo de Matthew Robbins, que ya se había adaptado a una película del mismo nombre, pero con un guion diferente.
El cortometraje fue escrito originalmente por Scott Rosenberg, con revisiones de Mark Protosevich y Caroline Case. Cuando se decidió convertirlo en un largometraje, Richard Jeffries, Ehren Kruger y David Twohy escribieron escenas adicionales.
Las zonas quemadas en Running Springs, California, se utilizaron para recrear el lugar del accidente de la nave espacial. Los sets se construyeron en el Bosque Nacional de Los Ángeles y en numerosas zonas de los alrededores de Los Ángeles. La mayoría de los interiores se construyeron en un escenario en la playa de Manhattan, incluyendo un hospital de dos plantas, una farmacia de tres plantas y una estación de transporte público con autobuses articulados. Otras locaciones de rodaje incluyeron el Valle de Coachella.
La película se realizó con un presupuesto estimado de 40 millones de dólares.